# Gérard Ier Berthout
Pour les articles homonymes, voir Maison Berthout et Berthout.
Gérard Ier Berthout († ca. 1186), est un membre de la noblesse féodale du duché de Basse-Lotharingie qui vécut au XIIe siècle. Étant le deuxième Berthout connu à porter ce prénom, il est parfois désigné comme Gérard II. Il est toutefois le premier Gérard Berthout à porter le titre de seigneur de Grimbergen.

## Biographie
Gérard est le fils cadet d'Arnould Berthout et d'Adelaïs d'Aarschot,. On ne connaît pas la date de sa naissance. À la mort de son père, en 1147, il hérite des possessions familiales de Grimbergen,, situées entre l’Escaut, le Rupel et la Senne.
Il décéda aux alentours de 1186 et fut enterré à Ninove.

## Filiation
Gérard Ier Berthout se maria à Mathilde de Ninove, dont il eut deux fils,:
- Gérard II, qui hérite des possessions qui passeront ultérieurement aux familles de Perwez, de Vianden et de Nassau ;
- Arnould II, qui hérite quant à lui des possessions qui passeront ultérieurement aux familles d'Aa, de Glymes et de Mérode[7].

Une autre source lui attribue également une fille:
- Marguerite Berthout.